# العلاقات البرازيلية الجورجية
العلاقات البرازيلية الجورجية هي العلاقات الثنائية التي تجمع بين البرازيل وجورجيا.

## مقارنة بين البلدين
هذه مقارنة عامة ومرجعية للدولتين:
| وجه المقارنة                                              | البرازيل | جورجيا                          |
| --------------------------------------------------------- | --- | ------------------------------- |
| المساحة (كم2)                                             | 8.52 مليون | 69.70 ألف                       |
| عدد السكان (نسمة)                                         | 202.66 مليون | 3.72 مليون                      |
| الكثافة السكانية (ن./كم²)                                 | 23.79 | 53.37                           |
| العاصمة                                                   | برازيليا، ريو دي جانيرو | تبليسي، كوتايسي                 |
| اللغة الرسمية                                             | برتغالية برازيلية، Brazilian Sign Language ‏ | اللغة الجورجية، اللغة الأبخازية |
| العملة                                                    | ريال برازيلي، كروزيرو ريال برازيلي ‏، كروزيرو البرازيلية (1990–1993)، البرازيلي كروزادو نوفو، كروزادو برازيلي، cruzeiro ‏، كروزيرو البرازيلية (1942–1967)، الريال البرازيلي (قديم) | لاري جورجي                      |
| الناتج المحلي الإجمالي (بليون دولار)                      | 2.06 تريليون | 15.16 مليار                     |
| الناتج المحلي الإجمالي (تعادل القوة الشرائية) بليون دولار | 3.22 تريليون | 35.68 مليار                     |
| الناتج المحلي الإجمالي الاسمي للفرد دولار أمريكي          | 8.54 ألف | 3.79 ألف                        |
| الناتج المحلي الإجمالي للفرد دولار أمريكي                 | 15.89 ألف |                                 |
| مؤشر التنمية البشرية                                      | 0.754 | 0.754                           |
| رمز المكالمات الدولي                                      | +55 | +995                            |
| رمز الإنترنت                                              | .br | .ge، .გე ‏                       |
| المنطقة الزمنية                                           | | ت ع م+04:00                     |

## مدن متوأمة
في ما يلي قائمة باتفاقيات التوأمة بين مدن برازيلية وجورجية:
- ترتبط ريو دي جانيرو مع باطوم باتفاقية توأمة منذ 1969.

## منظمات دولية مشتركة
يشترك البلدان في عضوية مجموعة من المنظمات الدولية، منها:
| علم المنظمة | اسم المنظمة                   | تاريخ انضمام البرازيل | تاريخ انضمام جورجيا |
| ----------- | ----------------------------- | --------------------- | ------------------- |
|             | يونسكو                        | 4 نوفمبر 1946         | 7 أكتوبر 1992       |
|             | الفريق المعني برصد الأرض      | ?                     | ?                   |
|             | مؤسسة التمويل الدولية         | 31 ديسمبر 1956        | 29 يونيو 1995       |
|             | مؤسسة التنمية الدولية         | 15 مارس 1963          | 31 أغسطس 1993       |
|             | منظمة التجارة العالمية        | ?                     | 14 يونيو 2000       |
|             | الاتحاد البريدي العالمي       | ?                     | ?                   |
|             | الاتحاد الدولي للاتصالات      | 4 يوليو 1877          | 7 يناير 1993        |
|             | الأمم المتحدة                 | 24 أكتوبر 1945        | 31 يوليو 1992       |
|             | البنك الدولي للإنشاء والتعمير | 14 يناير 1946         | 7 أغسطس 1992        |
|             | منظمة الصحة العالمية          | ?                     | 16 مايو 1992        |

## وصلات خارجية
- موقع وزارة الخارجية البرازيلية
- موقع وزارة الخارجية الجورجية